# 출판 신디케이션

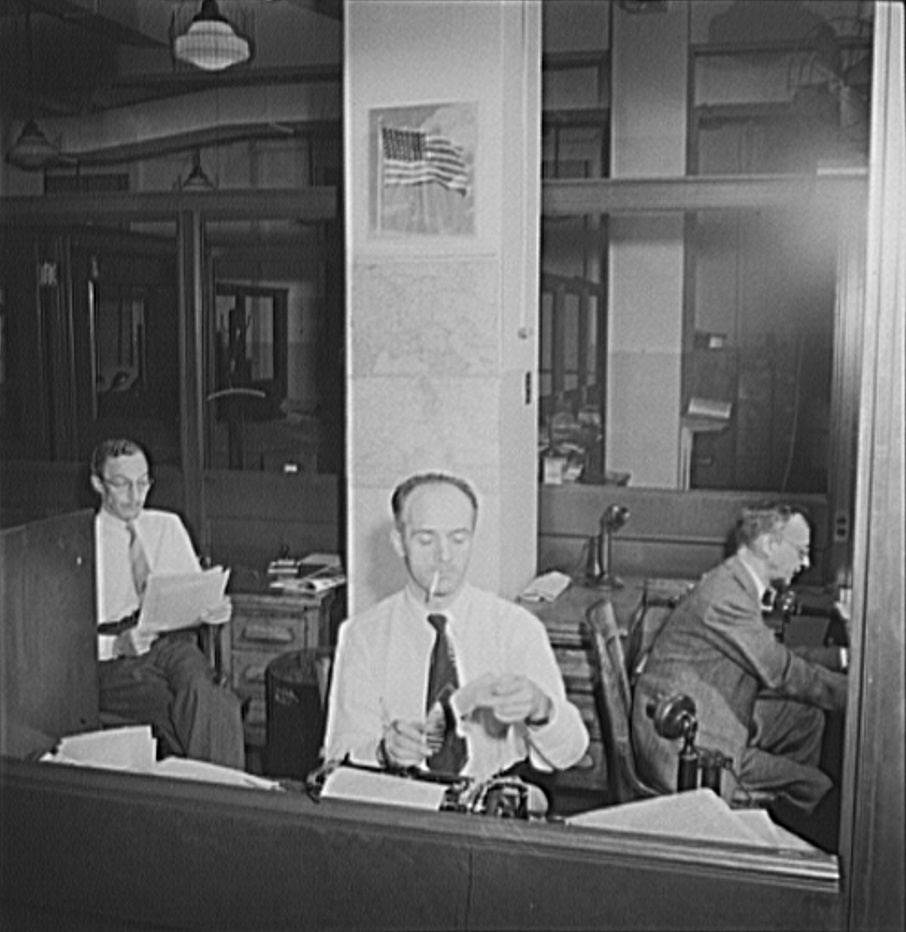
뉴욕 타임즈의 뉴스 신디케이트 사무소, c. 1942

출판 신디케이션(영어: print syndication)이란 신문, 잡지나 웹사이트 등으로 뉴스 기사, 칼럼, 만평, 코믹 스트립이나 여타 기사를 배급하는 것이다. 출판 신디케이트들은 그들이 저작권을 갖거나 행사하는 내용에 대해 제삼자에게 전재 권리를 제공한다. 이러한 서비스를 신문 신디케이트나, 언론 신디케이트, 기사 신디케이트 등으로도 부른다.
일반적으로 신디케이트는 각 기사 부분을 고객에게 판매하며, 이 점에서 뉴스를 필요로 하는 모든 이해당사자에게 뉴스 기사를 배급하는 통신사와 구별된다.
신디케이션 대상이 되는 주된 기사는 문답 칼럼, 유머란, 주필 논평이나 평론, 가십란 등이며 코믹 스트립 등 특정 부분에 특화된 신디케이트도 있다.

## 같이 보기
- 위키미디어 공용에 출판 신디케이션 관련 미디어 자료가 있습니다.
- 사이버콘텐츠 중개상